# Imilac
Imilac — це назва, присвоєна паласитовому метеориту, знайденому в пустелі Атакама на півночі Чилі у 1822 році.

## Класифікація
Imilac класифікується як кам'яно-залізний паласит. Зразки цього метеорита високо цінуються колекціонерами метеоритів, зважаючи на високу концентрацію в ньому красивих олівінових зерен.

## Площа розсіювання
Значна кількість уламків була знайдена на території долини, розташованої на північний захід від Імілаку. Загальна вага осколків метеорита при падінні, за приблизними оцінками, складала близько 1000 кг. Довжина основної площі розсіювання складає приблизно 8 км.

## Екземпляри
Через сильне вивітрювання, неушкоджені олівінові зерна присутні лише у великих уламках (масою понад 1 кг). Менші зразки містять темніші, деформовані олівінові кристали. На ринку зустрічається велика кількість дуже дрібних (по кілька грамів) екземплярів осколків метеорита Imilac, які ще називають «металевими кістяками» (англ. metal skeletons): вони піддавалися дуже сильному вивітрюванню, в результаті чого зовсім не містять олівінових зерен.